# Meristata
Meristata là một chi bọ cánh cứng trong họ Chrysomelidae.
Chi này được miêu tả khoa học năm 1935 bởi Strand.

## Các loài
Các loài trong chi này gồm:
- Meristata dohrni (Baly, 1861)
- Meristata elongata (Jacoby, 1898)
- Meristata fallax (Harold, 1880)
- Meristata fraternalis (Baly, 1879)
- Meristata maculata (Bryant, 1954)
- Meristata pulumini (Bryant, 1952)
- Meristata quadrifasciata (Hope, 1831)
- Meristata sexmaculata (Kollar & Redtenbacher, 1848)
- Meristata spilota (Hope, 1831)